# Burgstall Klauskirchberg
Der Burgstall Klauskirchberg ist eine abgegangene Höhenburg auf dem 551 m ü. NHN hohen Klauskirchberg etwa 600 Meter von Betzenstein im Landkreis Bayreuth in Bayern.
Von der Burganlage, bei der es sich um die Burg Albewinistein handeln könnte, ist nichts erhalten, das Gelände wird heute von einem Klettergarten eingenommen.